# Граменицкий, Владимир Николаевич
Владимир Николаевич Грамени́цкий (29 декабря 1905 год — 1983 год) — советский инженер, учёный-метролог. Лауреат Сталинской премии.

## Биография
С 1935 года научный сотрудник ВНИИ Комитета стандартов, мер и измерит. приборов при Совете Министров СССР «ВНИИК».
Также в 1940—1960-е годы руководитель лаборатории Института мер и измерительных приборов (МГИМИП).
Кандидат технических наук (1958), тема диссертации «Принцип уравновешенного поршня в приборах для измерения давления».
Публикации
- Образцовые грузопоршневые приборы для измерения давления силы и массы [Текст] : (Обзоры) / О. Б. Андрюхина, В. Н. Граменицкий ; Всесоюз. науч.-исслед. ин-т. Ком. стандартов, мер и измерит. приборов при Совете Министров СССР «ВНИИК». Всесоюз. науч.-исслед. ин-т информации, классификации и кодирования «ВНИИКИ». Стандартизация, метрология и качество продукции в СССР. — Москва : Изд. стандартов, 1969. — 43 с. : ил. ; 21 см. — Библиогр.: с. 42-43 (22 назв.). — 2000 экз.
- Грузопоршневые измерительные приборы / В. Н. Граменицкий. — Москва : Издательство стандартов, 1973. — 143 с. : ил. — (Библиотека метролога).

## Признание
- Сталинская премия третьей степени (1952) — за создание и внедрение образцовых приборов и установок для измерения усилий и давлений.